# Nara Leão
Nara Lofego Leão (Vitória, 19 de janeiro de 1942 – Rio de Janeiro, 7 de junho de 1989) foi uma cantora, compositora e instrumentista brasileira.

## História
Filha caçula do casal capixaba Jairo Leão, advogado, e Altina Lofego, professora. Pelo lado paterno era descendente de portugueses, dos Açores, e pelo materno era descendente de imigrantes italianos da vila de Castelluccio Superiore, na região da Basilicata, que imigraram para o Espírito Santo no século XIX (famílias D'Amico e Lofiego). Nara nasceu em Vitória e mudou-se para o Rio de Janeiro quando tinha apenas um ano de idade, com os pais e a irmã, a jornalista Danuza Leão.
Durante a infância, Nara teve aulas de violão com Solon Ayala e Patrício Teixeira, ex-integrante do grupo Os Oito Batutas, de Pixinguinha. Aos 14 anos, em 1956, resolveu estudar violão na academia de Carlos Lyra e Roberto Menescal, que funcionava em um quarto-e-sala na rua Sá Ferreira, em Copacabana. Aos 18 anos, Nara tornou-se professora da academia.

## Musa da Bossa Nova

Nara em show de 1965.

A bossa nova nasceu em 1957, quando Nara fazia reuniões no apartamento de seus pais, localizado no edifício Champs-Elysées, em frente ao posto 4, da Avenida Atlântica, em Copacabana, das quais participavam nomes que seriam consagrados no gênero, como Roberto Menescal, Carlos Lyra, Chico Feitosa e Ronaldo Bôscoli.
Daí em diante, Nara se reaproxima de Carlos Lyra, que rompeu a parceria musical com Bôscoli em 1960, e de ideias mais à esquerda. Inicia um namoro com o cineasta Ruy Guerra. Nessa época passa a se interessar pelo samba de morro por influência de Lyra.
A estreia profissional se deu quando da participação, ao lado de Vinícius de Moraes e Carlos Lyra, na comédia Pobre Menina Rica (1963). O título de musa da Bossa Nova foi a ela creditado pelo cronista Sérgio Porto. Mas a consagração efetiva ocorre após o golpe militar de 1964, com a apresentação do espetáculo Opinião, ao lado de João do Vale e Zé Keti, um espetáculo de crítica social à dura repressão imposta pelo regime militar. Maria Bethânia, por sua vez, a substituiria no ano seguinte, pois  Nara precisara se afastar por estar afônica em consequência da poeira do teatro. Nota-se que Nara Leão vai mudando suas preferências musicais  ao longo dos anos 1960. De musa da Bossa Nova, passa a ser cantora de protesto e simpatizante das atividades dos Centros Populares de Cultura da UNE. Embora os CPCs já tivessem sido extintos pela ditadura, em 1964, o espetáculo Opinião tem forte influência do espírito cepecista. Em 1966, interpretou a canção A Banda, de Chico Buarque no Festival de Música Popular Brasileira (TV Record), que ganhou o festival e público brasileiro.
Dentre as suas interpretações mais conhecidas, destacam-se O Barquinho, A Banda e Com Açúcar e com Afeto—feita a seu pedido por Chico Buarque, cantor e compositor a quem homenagearia nesse disco homônimo, lançado em 1980.

### Tropicalismo
Nara também aderiu ao movimento tropicalista, tendo participado do disco-manifesto do movimento - Tropicália ou Panis et Circensis, lançado pela Philips em 1968 e disponível hoje em CD.

## Vida pessoal

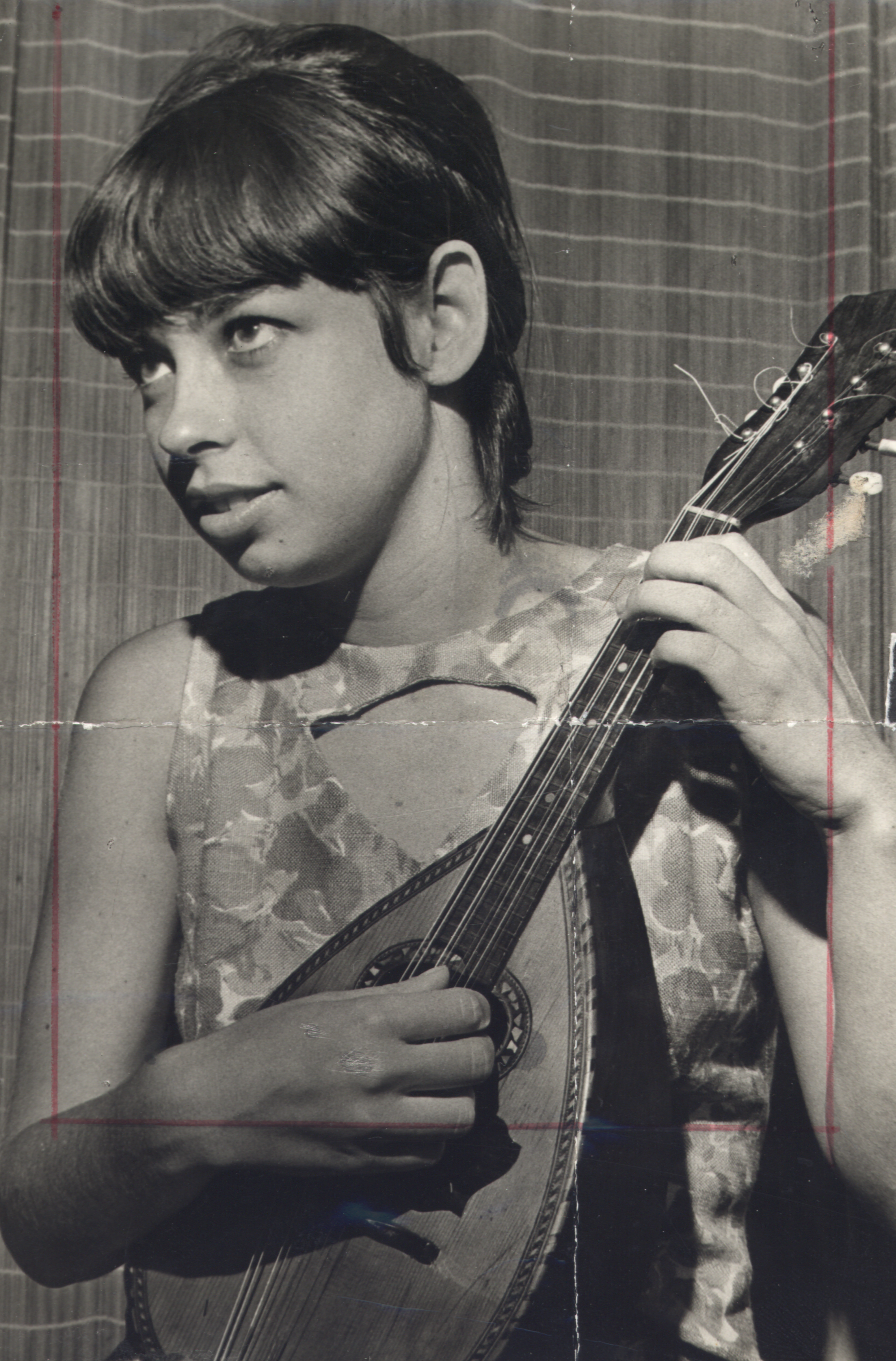
Nara em 1964.

Desde criança se interessava por música, e passou toda sua adolescência envolvida com música: reunia-se com amigos na praia ou em casa, tocava violão e escrevia letras. Em 1957 teve seu primeiro namorado, Roberto Menescal, seu amigo da época de escola e que frequentava sua casa nas reuniões musicais. O relacionamento terminou de forma amigável em 1958. Mesmo assim, Nara entrou em depressão e contraiu hepatite, proveniente de água contaminada. Após muito tempo afastada das aulas, decide abandonar os estudos no segundo ano colegial para se dedicar somente a estudar música.
Neste mesmo ano de 1958 arrumou seu primeiro emprego: Como secretária de redação do “Tabloide UH”, caderno de utilidades comandado por Alberto Dines no jornal Última Hora, cujo dono era Samuel Wainer, marido de Danuza Leão e cunhado de Nara. Em menos de um ano, a jovem Nara promovida a repórter do tabloide.
Ainda como secretária, Nara conheceu Ronaldo Bôscoli, redator, apesar de envolvido com a música, o que aproximou os dois. Passou a frequentar a casa de Nara nas rodas musicais. Em 1959, Nara e Bôscoli começam a namorar. Nesse período de namoro, Nara começa a se destacar como cantora.  O namoro com Bôscoli terminou em 1960, quando ele a traiu com a cantora Maysa, durante uma turnê em Buenos Aires. A jovem rompe com Bôscoli, nem mesmo ficando sua amiga.

### Década de 1960
Ainda em 1960, já se apresentando pelo país com seu grupo de amigos em pequenos shows de bossa nova, conhece o cineasta moçambicano Ruy Guerra. Os dois começaram a namorar no mesmo ano. Em 1961, Nara e Ruy foram viver juntos na casa dele. No ano seguinte, 1962, decidem casar-se numa pequena cerimônia civil.
Em 28 de março de 1963, lança-se profissionalmente no show Trailer do que seria o musical Pobre Menina Rica, de Carlos Lyra e Vinicius de Moraes, na boate Au Bon Gourmet, em Copacabana. O espetáculo tem muito boa receptividade de público e crítica permanecendo três semanas em cartaz. No final do mesmo ano, após três anos de namoro, Nara grava o seu primeiro disco, lançado em janeiro do ano seguinte, incluindo seus primeiros sucessos nacionais, como o samba Diz que fui por aí, dos compositores Zé Keti e Hortêncio Rocha. Começa a se apresentar na televisão. Nesta época passa a se apresentar como cantora solo em boates do Rio, mas não se considerava ainda uma profissional. Sua fama passou a crescer bastante, com novos discos surgindo, e ela rompe com a bossa nova, passando a cantar outros gêneros musicais, se interessando em cantar também samba de morro. No começo fora criticada, por acharem que ela combinava com bossa e ter sempre que cantar bossa, mas depois fora muito aplaudida, pois sua musicalidade se encaixava em qualquer melodia.

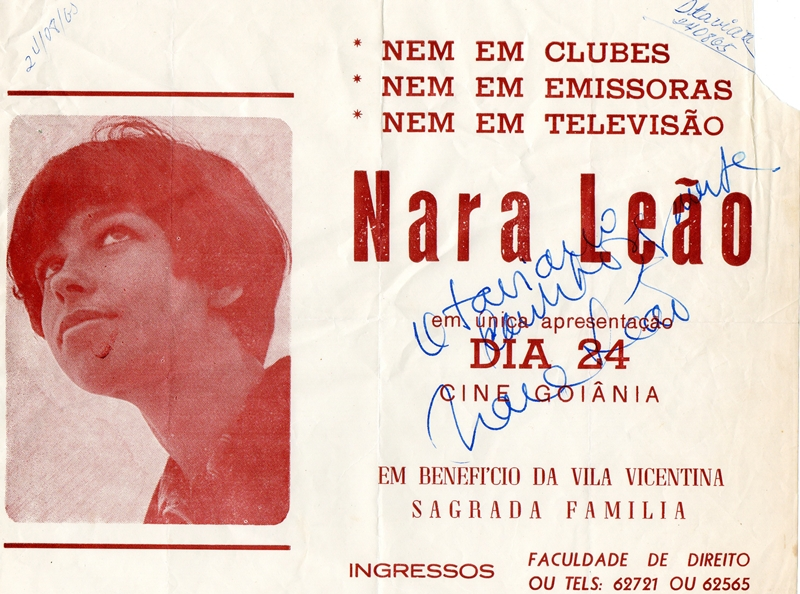
Panfleto de show em 24 de agosto de 1965 na cidade de Goiânia.

Em 1965, a cantora passa a ficar mais conhecida, não somente por sua belíssima voz, mas também por sua opinião sincera e polêmica sobre os assuntos que envolviam o país, como a ditadura, concedendo diversas entrevistas no rádio e na TV.
Neste mesmo ano de 1965, Nara e Ruy se divorciam, devido a irreconciliáveis diferenças conjugais. Ela decide tirar férias, e viaja por toda Europa e Nova York, onde além de passear, fez terapia e cursos voltados a música e ao teatro.  Nessa época começou a ganhar mais dinheiro ao trabalhar como apresentadora de programas de TV, paralelamente continuou a gravar discos e fazer shows. No fim de 1966, Nara conheceu e começou a namorar o cineasta Cacá Diegues. Em seis meses de namoro, o casal noivou.

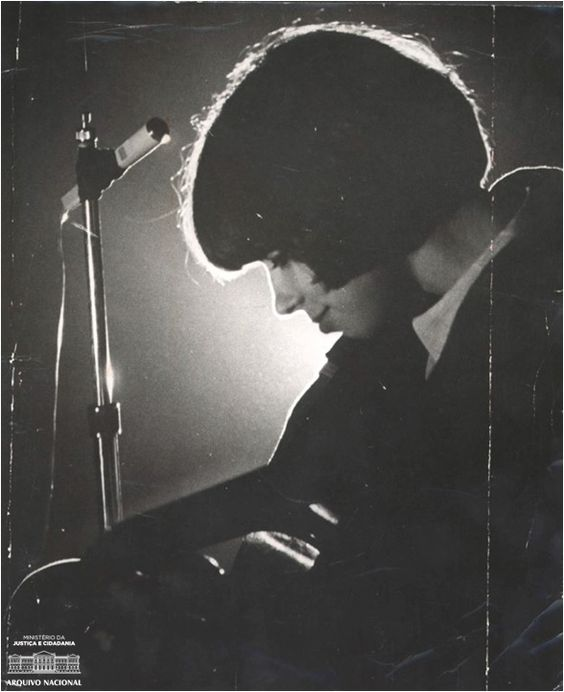
Nara em fotografia de 1966.

Em 1967 continua a participar de festivais de música e a fazer shows internacionais. Em 26 de julho de 1967 casou-se no civil e na igreja com Cacá Diegues, dando uma grande festa na residência de seus pais, e passa a assinar Nara Lofego Leão Diegues.  Decidiram morar em uma casa perto de suas respectivas famílias de origem. Com a agenda cheia de compromissos profissionais, o casal adia a viagem de lua de mel, acabando por passá-la no Rio. No fim do ano, surge um convite para Nara cantar em Paris. Entusiasmada, leva o marido junto e lá passam a lua de mel. Os dois gostaram da cidade, a acharam romântica, e passaram a fazer planos de um dia viver na França. Ao voltar para o Rio, e por influência do marido, volta a fazer curso de teatro e começa a fazer participações como atriz no cinema.
No ano de 1968 começa a apresentar musicais em teatros de Ipanema. Também passa a se envolver mais com política, e junto com o marido, participa de protestos e manifestações públicas contra a ditadura.
Em 1969, Nara aparece cantando rapidamente no filme dirigido pelo marido, Os Herdeiros, assim como também Caetano Veloso.  Diminui seus shows no Brasil, pois se vê ameaçada no país: O governo estava mandando prender alguns artistas, devido à censura. Recebe um convite e viaja para fazer uma temporada em Portugal. Neste ano sua carreira já a estava incomodando, pois não podia ir em nenhum lugar sem ser perseguida por fãs. Estava visivelmente estressada.
Em agosto de 1969, viaja para Londres, onde nas rádios e TV's locais dá entrevistas dizendo que sua carreira de cantora está encerrada. Ela e o marido voltam ao Brasil, na esperança de estar tudo mais calmo, como noticiavam as rádios. Assustada com informações de que poderia ser presa, ela e o marido viajam para Paris, onde compram uma casa e passam a morar.

### Década de 1970
Em 1970 volta atrás em sua decisão de encerrar a carreira de cantora e passa a fazer pequenos shows pela Europa. No início do ano descobre estar grávida, o que é uma grande felicidade para ela e seu marido, Cacá. Ela não estava planejando ter filhos tão cedo, pois ainda queria ter mais tempo para se dedicar a sua carreira. Em 28 de setembro de 1970, em Paris, onde o casal morava há alguns anos, nasceu a primeira filha de Cacá e Nara, Isabel Diegues. Em abril de 1971, Quando a filha completou 7 meses de vida, Nara descobre estar novamente grávida, o que é uma enorme surpresa e emoção a ela e Cacá.

Em 1º de janeiro de 1972, Nara e Cacá voltam a morar no Brasil, pois queriam ficar mais próximos da família, e a situação política do país já havia melhorado consideravelmente, não havendo mais risco de prisão de artistas. No dia 17 deste mesmo mês, no Rio, no bairro de Copacabana, nasce o segundo filho do casal: Francisco Leão Diegues. 

Nara em 1972.

Nara passa a gravar algumas músicas e participar de pequenos festivais. Não quer mais a agitação da carreira que antes tinha, e passa a se dedicar exclusivamente ao marido e aos filhos. Ainda em 1972 ela faz um dos papéis principais do filme musical de Cacá Diegues, Quando o Carnaval Chegar.
Em 1973 participa como atriz de alguns filmes e passa a fazer pequenos shows pelo Brasil. Neste ano, volta a estudar, e termina o último ano do colegial, atual ensino médio, antigo científico.
Em 1974, grava alguns discos e participa de festivais.  Passou no vestibular de Psicologia na PUC-RJ.  Ser psicóloga era um antigo desejo que possuía, e seguiria esta profissão, caso não fosse cantora. Agora que tinha diminuído seu ritmo de trabalho, passa a se dedicar aos estudos, filhos e casamento, sem deixar a música de lado.  Nara planejava abandonar a música mas não chegou a deixar a profissão de cantora, apenas diminuindo o ritmo de trabalho e modificando o estilo dos espetáculos, pois considerava muito cansativa a vida de uma cantora, já que agora tinha uma família para se preocupar constantemente.
No ano de 1975 fez poucos trabalhos, gravando e lançando apenas um disco, que foi sucesso de vendas, o que a fez ganhar o troféu de Melhor Cantora do Ano.
Em 1976 não trabalhou, e tirou este ano para estudar e cuidar dos filhos, do marido e do lar. Em 1977 volta com força, lançando novos discos, viajando o Brasil e participando de espetáculos, fazendo novas amizades no ramo musical, que lhe abriram portas, gravando música de outros cantores, também escrevendo e compondo suas melodias, e se apresentando em rádio e TV, inclusive fora do país.
Por desentendimentos constantes nos últimos anos, Nara e Cacá se divorciaram em 1977, após 10 anos de casados, e assim a cantora voltou a usar seu sobrenome de solteira. Saiu da casa do marido com os filhos e foi morar sozinha com eles em uma casa que tinha há alguns anos. Sua depressão voltou mais forte, e Nara voltou a fazer terapia e passou a se dedicar intensamente a música, fazendo seu sucesso aumentar a cada dia mais. Ela não se casou novamente, e durante os anos seguintes, aparecia na mídia sempre com algum namorado novo. No ano de 1978, divulgou discos e passou a fazer shows nacionais e internacionais. Sua faculdade de psicologia foi interrompida para Nara manter sua agenda de cantora.
Em 1979, enquanto fazia muito sucesso, passou por um episódio onde sentiu-se muito mal, com dores fortes de cabeça, tonturas e desmaiou, acabando internada. O verdadeiro motivo não foi identificado naquela ocasião e ocorreram diagnósticos conflitantes, desde causas psicológicas a problemas cardíacos, envolvendo a válvula mitral.

### Década de 1980
Apesar de seu emocional abalado, isso não a fez se entregar novamente a depressão: Nos anos 1980 fez muito sucesso, viajando o Brasil e o mundo, lançando novos discos, gravando canções, atuando em musicais no teatro e fazendo parcerias musicais. Nesta época viajou para o Japão, onde divulgou a Música Popular Brasileira. De vez em quando passava mal em algum show, mas logo se restabelecia. Começa a fazer shows sozinha com seu violão, e também volta a se interessar por política, participando de eventos públicos a favor da eleição direta para presidente no Brasil.
Em 1986 sua saúde piorou, passando a ter dores mais fortes de cabeça e esquecimento das coisas que fazia. Isso acabou prejudicando sua carreira, pois Nara, por mais que ensaiasse, esquecia totalmente as letras de música, ou o repertório, durante algumas apresentações, o que a deixava muito constrangida e triste. Sua dose de remédios fora aumentada, e após diversos exames, que nunca mostravam a causa de suas dores, descobriu-se, então, que o grande problema era um tumor maligno no cérebro. Sua natureza nunca foi determinada, nem o porquê se desenvolveu, já que para descobrir a causa do coágulo, seria necessário realizar uma biopsia, para extrair o tumor, mas ele se encontrava em uma área nobre do cérebro, a da fala, o que impossibilitaria qualquer intervenção no local. Caso fizesse qualquer procedimento na região afetada, Nara poderia ficar em estado vegetativo, e parar de andar, falar, ouvir e enxergar. Os médicos preferiram que ela tomasse medicações contínuas, em vez de arriscar uma cirurgia que poderia matá-la ou deixá-la inválida. Assustada e muito deprimida, Nara passou a maior parte do ano em repouso, sendo cuidada pelo seu namorado Marco Antonio Bompet, seu secretário e produtor Miguel Bacelar e sua irmã Danuza Leão. Apesar de estar doente, quando se sentia melhor fazia pequenos concertos pela Zona Sul do Rio. Só a música conseguia tirá-la do foco em seus problemas pessoais.
Em 1987 e 1988, teve uma considerável melhora de saúde e passa a fazer temporadas de shows em casas noturnas do Rio, muitos deles em companhia de seu ex-namorado, Roberto Menescal, que tinha deixado suas funções de executivo da gravadora Polygram e voltara a atuar como músico.

## Morte
Em 1989 fez sua última apresentação no Pará. Ao voltar para o Rio, sua saúde piorou, com dores que não passavam nem com a medicação. A crise se deu após uma convulsão, quando a cantora precisou ser internada às pressas. Nara entrou em estado pré-comatoso e, pouco depois, em coma. Após passar um bom tempo no hospital, o tumor repentinamente rompeu-se, e Nara teve uma hemorragia fatal, não havendo tempo hábil para que os médicos pudessem salvá-la. A cantora morreu na Casa de Saúde São José, em 7 de junho, uma quarta-feira, ao meio-dia, e sepultada no Cemitério de São João Batista, também na capital fluminense.
Seu último disco foi My foolish heart, lançado naquele mesmo ano, interpretando versões de clássicos americanos.

## Pós-morte

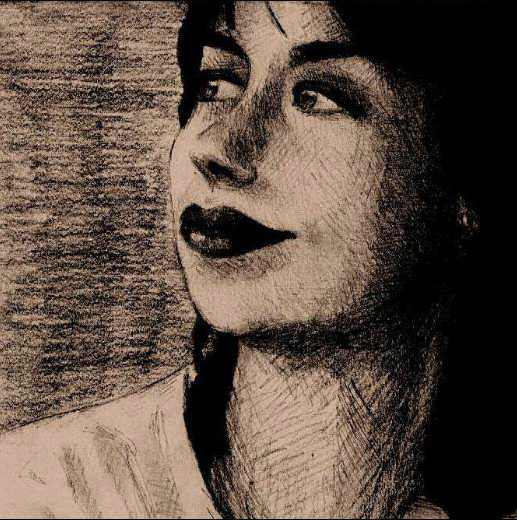
Nara Leão em ilustração de Ina Carolina, 2008.

Em 2002, seus discos lançados anteriormente em LPs foram relançados em duas caixas separadas -  uma com o período 1964-1975 e a outra 1977-1989 - trazendo também faixas-bônus e um livro sobre sua biografia.
Em 2007, a cantora Fernanda Takai gravou o disco Onde Brilhem os Olhos Seus, interpretando canções típicas do repertório de Nara Leão, fazendo assim uma homenagem. Em janeiro de 2012, seu acervo de fotografias, músicas e documentos foi digitalizado e aberto para consulta.
Ainda em 2007 Nara foi homenageada no especial Por Toda Minha Vida da TV Globo.
No início de 2022 a série documental "O Canto Livre de Nara Leão" estreou no Globoplay. Dividida em cinco episódios, a produção relembra a vida e a carreira da cantora, que completaria 80 anos em janeiro desse ano.

## Discografia
1964 - Nara
1964 - Opinião de Nara
1965 - O Canto Livre de Nara
1965 - Cinco na Bossa
1965 - Show Opinião
1966 - Nara Pede Passagem
1966 - Manhã de Liberdade
1966 - Liberdade, Liberdade
1967 - Vento de Maio
1967 - Nara
1968 - Nara
1969 - Coisas do Mundo
1971 - Dez Anos Depois
1972 - Quando o Carnaval Chegar
1974 - Meu Primeiro Amor
1977 - Os Saltimbancos
1977 - Os Meus Amigos São Um Barato
1978 - E Que Tudo Mais Vá Pro Inferno
1979 - Nara Canta en Castellano
1980 - Com Açúcar, Com Afeto
1981 - Romance Popular
1982 - Nasci Para Bailar
1983 - Meu Samba Encabulado
1984 - Abraços e Beijinhos e Carinhos Sem Ter Fim… Nara
1985 - Garota de Ipanema 
1985 - Nara e Menescal - Um Cantinho, Um Violão
1987 - Meus Sonhos Dourados
1989 - My Foolish Heart